# Helbigsdorf (Wilsdruff)
Helbigsdorf ist ein Ortsteil der sächsischen Stadt Wilsdruff im Landkreis Sächsische Schweiz-Osterzgebirge.

## Geographie

### Nachbarorte
Um Helbigsdorf liegen die Orte
| Blankenstein | Limbach                                     |              |
|              | Kompassrose, die auf Nachbargemeinden zeigt |              |
| Steinbach    |                                             | Herzogswalde |

## Geschichte

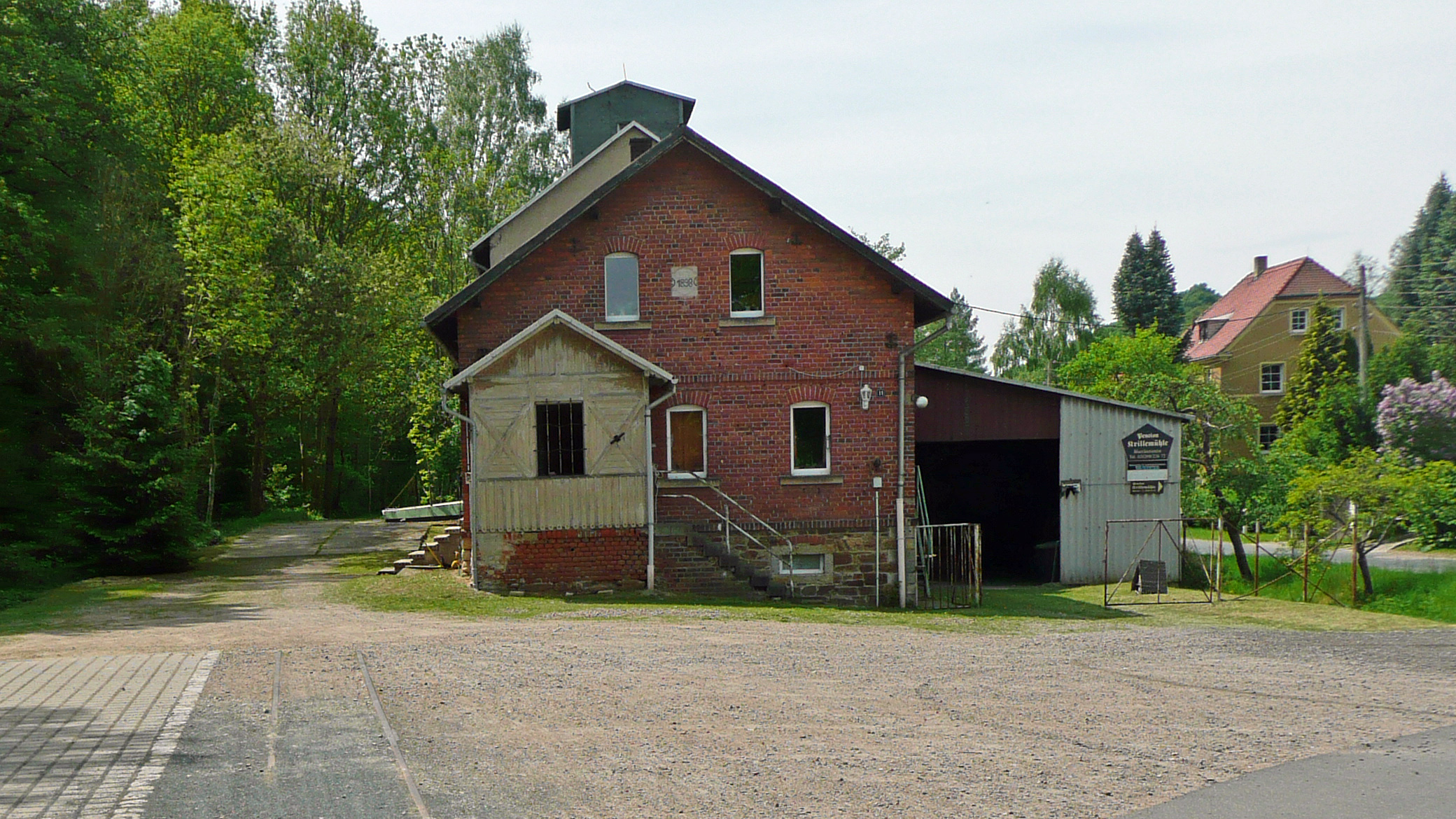
Ehemalige Bahnstation Helbigsdorf

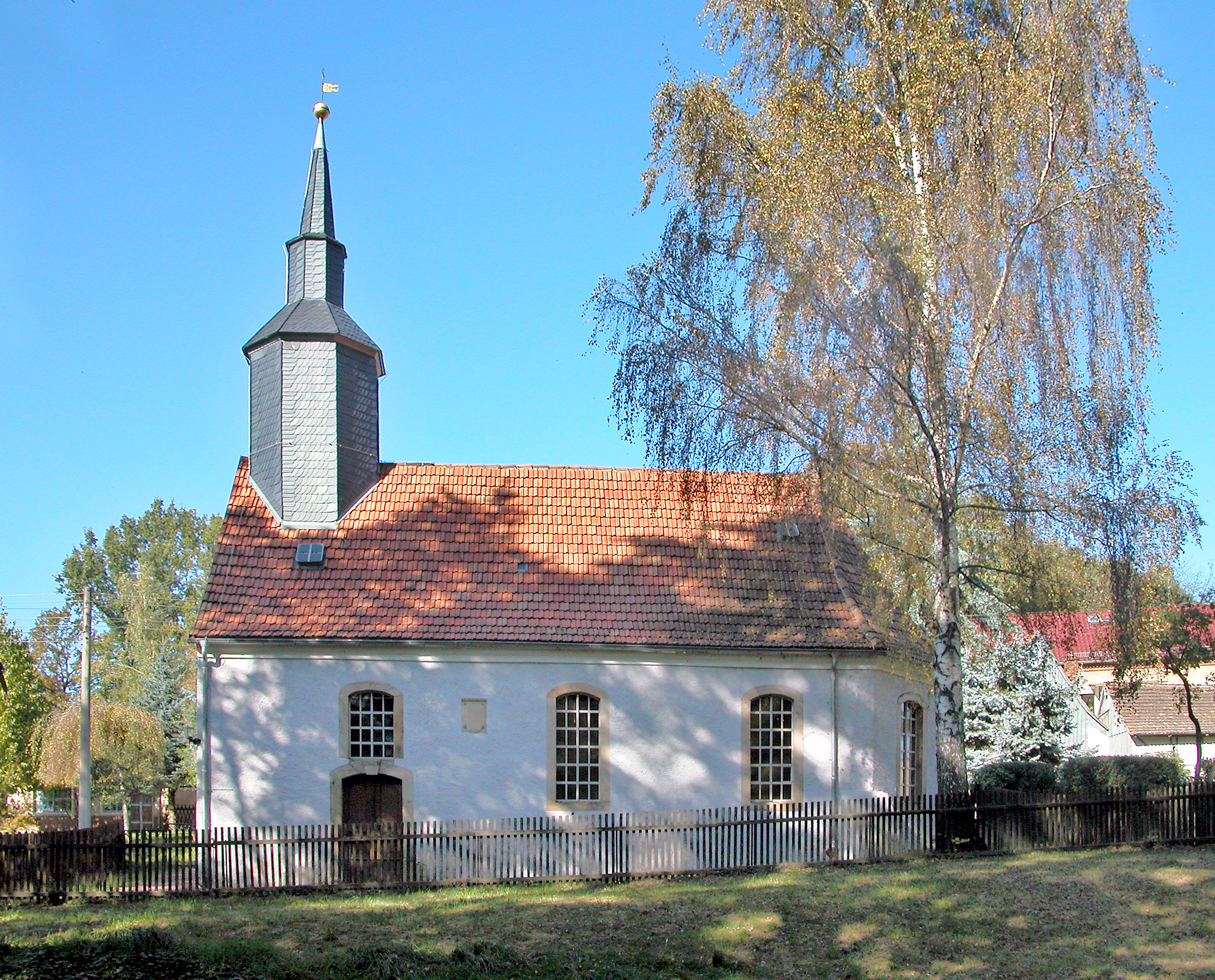
Dorfkirche Helbigsdorf

Helbigsdorf wurde 1378 erstmals urkundlich erwähnt. Helbigsdorf ist ein Waldhufendorf. Bis 1547 gehörte Helbigsdorf zum Castrum Meißen, danach zum Erbamt Meißen. Ab 1696 hatten das Erbamt Meißen und das Amt Dresden jeweils einen Anteil an der Gemeinde. Die Grundherrschaft war ebenfalls geteilt, Anteil hatten das Rittergut Weistropp und das Rittergut Rothschönberg. Seit 1952 lag Helbigsdorf auf dem Gebiet des Kreises Freital (später Landkreis). Zwischen 1899 und 1972 hatte der Ort Anschluss an die Schmalspurbahn Freital-Potschappel–Nossen.
Am 1. Januar 1974 wurde der Ort Blankenstein eingemeindet. Helbigsdorf wurde am 1. Dezember 1994 in Helbigsdorf-Blankenstein umbenannt. Seit 1994 gehörte Helbigsdorf zum Landkreis Meißen. Am 1. Januar 1996 wurde der Ort nach Wilsdruff eingemeindet. 1998 wurden Wilsdruff und somit auch Helbigsdorf-Blankenstein dem Weißeritzkreis zugeordnet. 2008 ging Helbigsdorf-Blankenstein in den Landkreis Sächsische Schweiz-Osterzgebirge über.